# Sportclub Eendracht Aalst
Lo Sportclub Eendracht Aalst è una società calcistica con sede a Aalst, in Belgio.

## Storia
Ha cambiato nome nel 2002 in Voetbal Club Eendracht Aalst 2002, dopo che l'ex club di Prima Divisione belga KSC Eendracht Aalst era andato in liquidazione ed è ripartito dalla terza divisione. Hanno giocato le due successive stagioni in seconda divisione (2003-2005), per poi retrocedere nella terza divisione. Nel 2012, il nome della squadra è tornato ad essere Sportclub Eendracht Aalst.

## Palmarès

### Competizioni nazionali
- Derde klasse: 2

1935-1936 (girone D), 2010-2011

### Altri piazzamenti
- Coppa del Belgio:

Semifinalista: 1963-1964, 1996-1997
- Tweede klasse:

Secondo posto: 1990-1991, 1993-1994
- Derde klasse:

Vittoria play-off: 2002-2003, 2007-2008